# NGC 3042
NGC 3042 est une galaxie lenticulaire vue par la tranche et située dans la constellation du Sextant. NGC 3042 a été découverte par l'astronome allemand Albert Marth en 1864.

## Caractéristiques
Selon la base de données Simbad, NGC 3042 est une galaxie LINER, c'est-à-dire une galaxie dont le noyau présente un spectre d'émission caractérisé par de larges raies d'atomes faiblement ionisés.

### Distance
Sa vitesse par rapport au fond diffus cosmologique est de 4 110 ± 24 km/s, ce qui correspond à une distance de Hubble de 60,6 ± 4,3 Mpc (∼198 millions d'al).

### Classification
Le professeur Seligman est le seul à classer cette galaxie comme une spirale, malgré l'absence de bras visiblea sur l'image de l'étude SDSS.